# Anna Lagerquist
Anna Lagerquist (født 16. oktober 1993 i Lund, Sverige) er en svensk håndboldspiller, der spiller for den russiske storklub Rostov-Don og Sveriges kvindehåndboldlandshold. Hun har tidligere spillet for Lugi HF og den danske klub Nykøbing Falster Håndboldklub. Hun fik slutrundedebut for det svenske landshold ved EM 2016 i Sverige.
Hun blev, sammen med resten af det svenske hold, nummer fire ved Sommer-OL 2020 i Tokyo.
Hun blev kåret til årets spiller i svensk håndbold i 2019.

## Meritter
- DHF's Landspokalturnering:
  - Vinder: 2018
  - Finalist: 2020
- Super Cup:
  - Vinder: 2017
- Russiske Superliga:
  - Sølv: 2021
- Russiske pokalturnering:
  - Vinder: 2021